# Francisco García-Huidobro Eyzaguirre
Francisco de Borja Segundo García-Huidobro Eyzaguirre;  (Santiago, 10 de octubre de 1831 - Catemu, 1914). Agricultor, comerciante, militar y político liberal chileno. Hijo de Francisco de Borja García Huidobro y Aldunate y Rita Eyzaguirre y Larraín. Contrajo matrimonio con Amelia Cazotte Alcalde en primeras nupcias, y con Carmela Vidal en segundo matrimonio. No tuvo descendencia.
Capitán del Ejército de Chile, fue educado en la Escuela Militar. De ahí pasó a dirigir los negocios de su padre, asociados a la agricultura y participó activamente del Partido Liberal.
Fue elegido Diputado suplente por Putaendo (1870), pero nunca ocupó la titularidad.
Diputado por Petorca y La Ligua (1891-1894) y Senador por Aconcagua (1894-1900), integró la comisión permanente de Agricultura e Industrias, y como suplente en la comisión de Presupuestos del Senado.